# Franz Danzi
Franz Danzi (1763-1826) fue un compositor, director y violonchelista alemán, hijo del también chelista Innocenz Danzi. Nació en Schwetzingen, trabajó en Mannheim, Múnich, Stuttgart y Karlsruhe, donde murió.
Danzi vivió en una época muy agitada de la música europea. Su carrera abarca los últimos años del clasicismo y los primeros del romanticismo. Conoció de joven a Mozart, fue contemporáneo musical de Beethoven y fue mentor de Weber, cuya música respetó y promovió.
Danzi estudió violonchelo con su padre y con Georg Joseph Vogler antes de unirse, siendo un adolescente, a la gran orquesta del príncipe elector Carlos Teodoro en 1778. Su primera composición se publicó en Mannheim en 1780. A pesar del traslado de la corte del príncipe elector a Múnich, Danzi se quedó durante un tiempo en Mannheim en una pequeña orquesta de teatro. Al final volvió a la orquesta del príncipe en Múnich, donde ocupó el puesto de violonchelo principal dejado por su padre en 1784.
Se casó con la cantante Maria Marguerite Marchand, con la que hizo una gira por Leipzig, Praga, Venecia y Florencia. Volvió a Múnich en 1798 y pasó a ser maestro de capilla de la orquesta, pero en 1807, descontento por el trato recibido y por la decadencia musical, se trasladó a Stuttgart, un centro musical menos importante, y finalmente a Karlsruhe, donde falleció.
La música de Danzi es  especialmente colorida y bien elaborada. Las obras más conocidas hoy son sus 9 quintetos de viento Op. 56, 67 y 68. Compuso también óperas, sinfonías, música religiosa y música de cámara.